# Società Sportiva Cavese 1919 2006-2007
Questa pagina raccoglie le informazioni riguardanti la Società Sportiva Cavese 1919 nelle competizioni ufficiali della stagione 2006-2007.

## Stagione
Nella stagione 2006-2007 la Cavese ancora allenata da Salvatore Campilongo disputa il girone B del campionato di Serie C1, raccoglie 62 punti con il terzo posto, che gli vale il diritto di disputare i Play-off, nella semifinale però cede al Foggia nel doppio confronto. Sono salite in Serie B il Ravenna direttamente e l'Avellino che ha vinto gli spareggi. La Cavese raccoglie 27 punti nel girone di andata, chiuso al quinto posto, poi si scatena nel girone di ritorno con un bottino di 35 punti, non sufficienti però per agguantare la promozione diretta, lontana sette lunghezze. Il napoletano Sergio Ercolano con 10 reti è stato il miglior marcatore di stagione. Nella Coppa Italia delle grandi, la Cavese nel primo turno ha superato il Lecce, mentre nel secondo turno cede il passo al Bologna che passa al Lamberti con una doppietta di Bellucci. Nella Coppa Italia di Serie C la Cavese entra in scena nel secondo turno, superando nel doppio confronto il Cisco Roma, ai calci di rigore (5-4) nella gara di ritorno, poi nel terzo turno cede il passo nel doppio confronto al Foggia, che lo terrà sino al termine del torneo, vincendolo per la prima volta.

## Rosa
| N. |                   | Ruolo | Calciatore         |
| -- | ----------------- | ----- | ------------------ |
|    | Italia (bandiera) | P     | Roberto Mancinelli |
|    | Italia (bandiera) | D     | Daniele Unniemmi   |
|    | Italia (bandiera) | D     | Michele Volpecina  |
|    | Italia (bandiera) | D     | Dario Rossi        |
|    | Italia (bandiera) | D     | Pietro Sportillo   |
|    | Italia (bandiera) | D     | Fabio Pittilino    |
|    | Italia (bandiera) | D     | Marco Arno         |
|    | Italia (bandiera) | C     | Luigi Cipriani     |
|    | Italia (bandiera) | D     | Alessandro Farina  |
|    | Italia (bandiera) | D     | Antonio Manzo      |
|    | Italia (bandiera) | D     | Alberto Nocerino   |
|    | Italia (bandiera) | C     | Aniello Perna      |
|    | Italia (bandiera) | C     | Felice Prevete     |
|    | Italia (bandiera) | C     | Fabrizio Romondini |

| N. |                     | Ruolo | Calciatore          |
| -- | ------------------- | ----- | ------------------- |
|    | Italia (bandiera)   | C     | Giuseppe Russo      |
|    | Italia (bandiera)   | C     | Francesco Sorbino   |
|    | Italia (bandiera)   | C     | Gerardo Alfano      |
|    | Italia (bandiera)   | C     | Tony D'Amico        |
|    | Italia (bandiera)   | C     | Pietro De Giorgio   |
|    | Italia (bandiera)   | C     | Carmine Cerchia     |
|    | Italia (bandiera)   | A     | Sergio Ercolano     |
|    | Italia (bandiera)   | A     | Massimo Perna       |
|    | Germania (bandiera) | A     | Giuseppe Aquino     |
|    | Italia (bandiera)   | A     | Nazzareno Tarantino |
|    | Italia (bandiera)   | A     | Alessandro Tatomir  |
|    | Italia (bandiera)   | A     | Diego Albano        |
|    | Italia (bandiera)   | A     | Antonio Schetter    |

## Risultati

### Campionato

#### Girone di andata
| Arbitro: | Calvarese (Teramo) |

|               |           |  |
| Chiaretti 83’ | Marcatori |  |

| Arbitro: | Lioce (Molfetta) |

|                                |           |  |
| Ercolano 22’ Aquino 38’ (rig.) | Marcatori |  |

| Arbitro: | Barletta (Bernalda) |

|                      |           |                                    |
| Cammarata 53’ (rig.) | Marcatori | 49’ Romondini 66’ (rig.) Tarantino |

| Arbitro: | Zanichelli (Genova) |

|                                       |           |                       |
| Aquino 35’ Ercolano 41’ Sportillo 66’ | Marcatori | 5’ Mendil 59’ Docente |

| Terni 1º ottobre 2006 5ª giornata | Ternana            | 0 – 0 | Cavese | Stadio Libero Liberati\| Arbitro: \| Spadaccini (Vasto) \| |
| Arbitro:                          | Spadaccini (Vasto) |       |        |                                                            |

| Cava de' Tirreni 8 ottobre 2006 6ª giornata | Cavese             | 0 – 0 | Gallipoli | Stadio Simonetta Lamberti\| Arbitro: \| Pecorelli (Arezzo) \| |
| Arbitro:                                    | Pecorelli (Arezzo) |       |           |                                                               |

| Arbitro: | Guerriero (Catanzaro) |

|                            |           |                              |
| Lauria 45+1’ Tassone 90+8’ | Marcatori | 30’ L. Cipriani 74’ Schetter |

| Arbitro: | Zonno (Bari) |

|                                         |           |               |
| De Giorgio 33’, 66’ Ercolano 81’ (rig.) | Marcatori | 17’ Antenucci |

| San Benedetto del Tronto 29 ottobre 2006 9ª giornata | Sambenedettese   | 0 – 0 | Cavese | Stadio Riviera delle Palme\| Arbitro: \| Giancola (Vasto) \| |
| Arbitro:                                             | Giancola (Vasto) |       |        |                                                              |

| Arbitro: | Didato (Agrigento) |

|                               |           |                              |
| L. Cipriani 17’ Tarantino 69’ | Marcatori | 84’ S. Ferraro 90+4’ Delgado |

| Arbitro: | Ferrandini (Sondrio) |

|                       |           |               |
| Succi 38’, 64’ (rig.) | Marcatori | 41’ Pittilino |

| Arbitro: | Barbirati (Ferrara) |

|                                                            |           |                       |
| Tarantino 44’ Albano 69’ (rig.) Alfano 84’ Romondini 90+4’ | Marcatori | 88’ (rig.) Bonvissuto |

| Arbitro: | Valeri (Roma) |

|                                                        |           |  |
| Biancolino 21’ Evacuo 53’ V. Moretti 55’ G. Grieco 57’ | Marcatori |  |

| Arbitro: | Forconi (Aprilia) |

|                              |           |                |
| Alfano 33’, 41’ Ercolano 61’ | Marcatori | 19’ A. Femiano |

| Arbitro: | Baracani (Firenze) |

|                        |           |               |
| Myrtaj 24’, 51’ (rig.) | Marcatori | 26’ Tarantino |

| Arbitro: | Peruzzo (Schio) |

|                                  |           |                 |
| De Giorgio 48’, 69’ Ercolano 82’ | Marcatori | 53’, 57’ Mazzeo |

| Salerno 23 dicembre 2006 17ª giornata | Salernitana          | 0 – 0 | Cavese | Stadio Arechi\| Arbitro: \| Palazzino (Ciampino) \| |
| Arbitro:                              | Palazzino (Ciampino) |       |        |                                                     |

#### Girone di ritorno
| Arbitro: | Mannella (Avezzano) |

|              |           |  |
| Ercolano 26’ | Marcatori |  |

| Arbitro: | Candussio (Cervignano del Friuli) |

|           |           |  |
| Leone 70’ | Marcatori |  |

| Arbitro: | Cavarretta (Trapani) |

|                                    |           |  |
| De Giorgio 41’ (rig.) Ercolano 51’ | Marcatori |  |

| Arbitro: | Scoditti (Bologna) |

|  |           |              |
|  | Marcatori | 67’ Schetter |

| Arbitro: | Manera (Castelfranco Veneto) |

|                                   |           |               |
| De Giorgio 60’ (rig.), 82’ (rig.) | Marcatori | 70’ Bonfiglio |

| Arbitro: | Taverna (Taurianova) |

|  |           |                               |
|  | Marcatori | 9’, 21’ Schetter 42’ Ercolano |

| Arbitro: | Bo (Genova) |

|                         |           |                |
| Aquino 10’ Schetter 60’ | Marcatori | 53’ Mariniello |

| Arbitro: | Zanichelli (Genova) |

|               |           |             |
| Antenucci 82’ | Marcatori | 3’ Ercolano |

| Arbitro: | Zonno (Bari) |

|                           |           |              |
| Alfano 36’ M. Perna 90+6’ | Marcatori | 19’ Desideri |

| Arbitro: | Peruzzo (Schio) |

|                                |           |  |
| Villa 32’ (rig.) Turchetta 63’ | Marcatori |  |

| Arbitro: | Cavarretta (Trapani) |

|                   |           |  |
| Gorini 13’ (aut.) | Marcatori |  |

| Manfredonia 7 aprile 2007 29ª giornata | Manfredonia                  | 0 – 0 | Cavese | Stadio Miramare\| Arbitro: \| Tommasi (Bassano del Grappa) \| |
| Arbitro:                               | Tommasi (Bassano del Grappa) |       |        |                                                               |

| Arbitro: | Scoditti (Bologna) |

|                                                 |           |                |
| L. Cipriani 7’ D'Andrea 23’ (aut.) Ercolano 54’ | Marcatori | 90’ Biancolino |

| Castellammare di Stabia 22 aprile 2007 31ª giornata | Juve Stabia         | 0 – 0 | Cavese | Stadio Romeo Menti\| Arbitro: \| Barletta (Bernalda) \| |
| Arbitro:                                            | Barletta (Bernalda) |       |        |                                                         |

| Cava de' Tirreni 29 aprile 2007 32ª giornata | Cavese        | 0 – 0 | Teramo | Stadio Simonetta Lamberti\| Arbitro: \| Valeri (Roma) \| |
| Arbitro:                                     | Valeri (Roma) |       |        |                                                          |

| Arbitro: | Pinzani (Empoli) |

|  |           |                   |
|  | Marcatori | 28’ (rig.) Aquino |

| Arbitro: | Baracani (Firenze) |

|              |           |                |
| G. Russo 38’ | Marcatori | 58’ E. Ferraro |

### Play-off
| Arbitro: | Barletta (Bernalda) |

|                                                                            |           |                        |
| A. Cardinale 7’ Mastronunzio 76’, 78’ Salgado 85’ (rig.) Princivalli 90+2’ | Marcatori | 3’ Alfano 28’ Schetter |

| Arbitro: | Cavarretta (Trapani) |

|                                           |           |                    |
| L. Cipriani 37’ Tatomir 56’ Tarantino 78’ | Marcatori | 90+2’ Mastronunzio |

### Coppa Italia
| Arbitro: | Iannone (Napoli) |

|                         |           |          |
| De Giorgio 1’ Albano 5’ | Marcatori | 47’ Babù |

| Arbitro: | Mazzoleni (Bergamo) |

|  |           |                   |
|  | Marcatori | 21’, 56’ Bellucci |

#### Coppa Italia di Serie C
| Arbitro: | Manna (Isernia) |

|             |           |  |
| 40’ Cerchia | Marcatori |  |

| Arbitro: | Magno (Catania) |

|                                                   |                      |                                                         |
|                                                   | Marcatori            | 74’ Coda                                                |
| Arno Prevete Cerchia D. Rossi Tarantino Sportillo | Tiri di rigore 5 – 4 | Minopoli Santarelli M. Artistico Coda R. Bettini Vicari |

| Cava de' Tirreni 22 novembre 2006 3º turno - Andata | Cavese | 0 – 0 | Foggia |  |

| Arbitro: | Spadaccini (Vasto) |

|             |           |  |
| Zanetti 82’ | Marcatori |  |